# National Park Service Rustic
Der National Park Service Rustic (volkstümlich auch: Parkitecture) ist ein architektonischer Stil, der sich seit dem frühen 20. Jahrhundert speziell im Bereich des United States National Park Service (NPS) etabliert hat. Er zeichnet sich durch das Bemühen aus, Gebäude zu gestalten, die mit der umgebenden Natur harmonieren. Damit steht er dem Stil der organischen Architektur nahe. Seit der Gründung 1916 bemüht sich der NPS, Besuchereinrichtungen in den Nationalparks zu bauen, die sich in die natürlichen oder historischen Umgebungen malerisch einfügen. Die ersten Bauten in diesem Stil wurden in aufwändiger Handarbeit und unter Ablehnung von Regularität und Symmetrie, wie sie in der industrialisierten Welt gefordert wurden, errichtet. Verbindungen bestehen zum Arts and Crafts Movement und der amerikanischen Picturesque-Architektur. Architekten, Landschaftsarchitekten und Ingenieure verbanden lokal vorkommende Hölzer und Steine mit überzeugend einheimischem Stil, um damit pittoreske Gebäude und Einrichtungen zu gestalten, die sich natürlich in ihre Umgebung einfügen. Beispiele dafür bieten Eingangstore, Parkstraßen und -brücken, Besucherzentren, Schutzhütten, Informationskioske und selbst Werkstätten und Lagergebäude. Viele dieser Gebäude werden heute im National Register of Historic Places geführt.

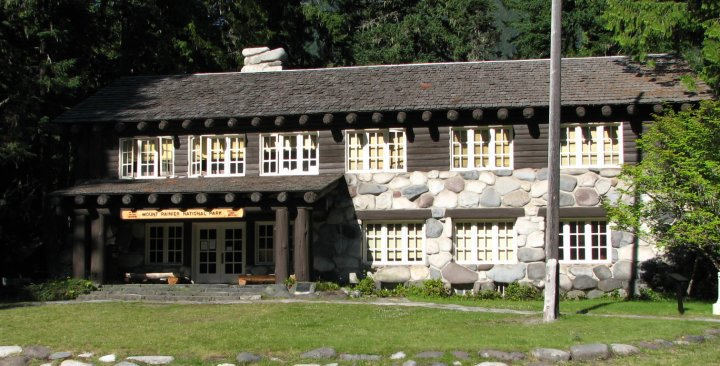
Mount Rainier Administrative Building, Longmire.

## Die Entwicklung zwischen 1872 und 1916
Die ersten Nationalparks entstanden aus einer romantischen Bewegung, die das amerikanische Konzept von Wildnis im 19. Jahrhundert neu interpretierte. Wie bei John James Audubon, James Fenimore Cooper, Thomas Cole, George Catlin, William Cullen Bryant und anderen verschob sich die Idee von Wildnis als einem Ort der Furcht, der erobert werden musste, zu Gunsten der Idee von der edlen Wildnis, die als Ressource bewahrt und geschätzt werden muss. Aus diesen frühen Konzepten der schützenswerten Wildnis entwickelten sich Vereine, die sich für die Einrichtung der Nationalparks einsetzten. Mit dem Yosemite-Park 1864 und Yellowstone 1872 als ersten begann eine Umwidmung, wo staatliches Land zu Parks ausgewiesen wurde. Die frühe Nationalparkverwaltung war noch ziemlich planlos. Yosemite wurde das Opfer eines politischen „Board of State Commissions“, während Yellowstone einen unbezahlten „Superintendent“ und keinerlei Mittel erhielt.
1883 wurde die Armee ermächtigt Yellowstone zu schützen, weil mittlerweile exzessiv Wilderei betrieben wurde und es einen politischen Skandal gab. Es dauerte jedoch bis 1886, bis der Secretary of the Interior das Militär berief. Danach blieb die Armee in Yellowstone bis 1916. Nach 1890 wurde die Armee auch beauftragt den Sequoia, den General Grant Tree und Yosemite zu bewachen. In jedem der „Army-Parks“, war das Kriegsministerium gezwungen, Gebäude für die eigene Grundversorgung zu errichten. Fort Yellowstone in Wyoming war das bedeutendste dieser Gebäude. Diese Gebäude wurden nach Standardvorschriften errichtet und die Armee hatte kein Interesse an Landschaft, was wiederum in der Architektur abzulesen ist.
In den frühen Parks, wo das Ministerium des Inneren die Verwaltung behielt, wie dem Crater Lake, Mount Rainier und Glacier, blieben die Regierungsgebäude gewöhnlich auf primitive Konstruktionen beschränkt, die gerade so den Notwendigkeiten genügten. Hütten in Rahmenbauweise, Blockhütten oder Zeltrahmen waren das Maß. Die staatlichen Gebäude blieben sehr einfach, weil die Unterbringung von Gästen und Transportaufgaben an Konzessionsnehmer vergeben wurden.

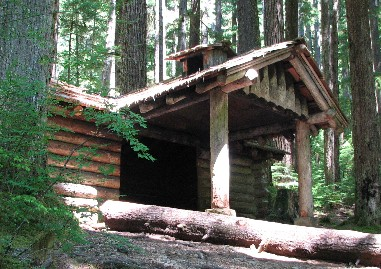
Schutzhütte bei Sol Duc Falls, Olympic National Park

Die ersten Konzessionsnehmer wurden noch kaum überwacht. Ihre Gebäude waren meistens behelfsmäßige Grenzlandbauten. Erst nach der Fertigstellung der nördlichen Trassen der transkontinentalen Eisenbahnlinien in den 1890ern kamen aufwendigere Bauweisen auf. Eines der ersten Gebäude aus dieser Zeit ist das Lake Hotel im Yellowstone-Park, dass 1890 von der Northern Pacific Railroad errichtet wurde. Der formale Klassizismus mit Säulen nach Ionischer Ordnung, drei hervorspringenden Portikus und symmetrischer Fassade, zeigten deutlich, dass das Gebäude keinen Bezug zu seiner Umgebung hatte.
Die entstehenden Eisenbahnlinien lösten die ersten großen Entwicklungen in den Parks aus. Gleichzeitig kamen mit den Eisenbahnen auch Fachleute für Architektur und Ingenieurwesen. In dieser Zeit entwickelte sich auch das Bewusstsein, dass die Gebäude sich harmonisch in die Landschaft einfügen sollten. Landschaftsarchitektur begann ihre Wirkung auf die Architekturtheorie auszuüben. 1842 hatte Andrew Jackson Downing seine Ideen zu „picturesque landscape“  und der Bedeutung von Natur in der Architektur in seinem weitverbreiteten Buch Cottage Residences veröffentlicht. Jahrzehnte später verstärkte Frederick Law Olmsted, Sr., ein Freund und Schüler von Downing die Verbindungen zwischen Architektur und Landschaftsarchitektur. Er arbeitete auch mit anderen Architekten wie Henry Hobson Richardson zusammen. Die Form der Gebäude sollte mit deren Lage in der Landschaft korrespondieren, Landschaft wurde ein integraler Teil des Entwurfs. Die Gebäude wurden aus Naturmaterialien hergestellt, jedoch waren nur wenige zu dieser Zeit bewusst „rustic“ (rustikal). Frühe Beispiele für diese Bauweise waren üblicherweise „follies“ (Lustbauten: gazebos, pavilions). Größere Gebäude, die bewusst rustikal gehalten wurden, entstanden in den 1870ern in den Adirondack Mountains. Sie begründeten den Stil der Adirondack Architecture. Von da aus entwickelte sich nach 1900 ein Einfluss auf die Park architecture.

## Umsetzung
Als die Parkverwaltung in den 1920ern besser organisiert wurde, entwickelte sie eine Richtlinie des Rustic Design. Diese wurde vor allem durch Thomas Chalmers Vint und Herbert Maier vertreten und bald wurde das Rustic Design Standard der Park Services. In den 1930ern ordnete der Park Service Projekte des Civilian Conservation Corps in State Parks an und nutzte die Gelegenheit das Rustic Design auf breiter Basis umzusetzen. In der Nachkriegszeit wurde jedoch deutlich, dass in dieser Bauweise nicht genug Einrichtungen errichtet werden konnten, nachdem die Besucherzahlen durch Autofahrer enorm anstiegen. Im Mission 66-Programm lösten sich Vint und Maier ganz bewusst vom Rustic Style und gingen zu einem einfacheren und weniger aufwändigen Stil über.

## Yosemite

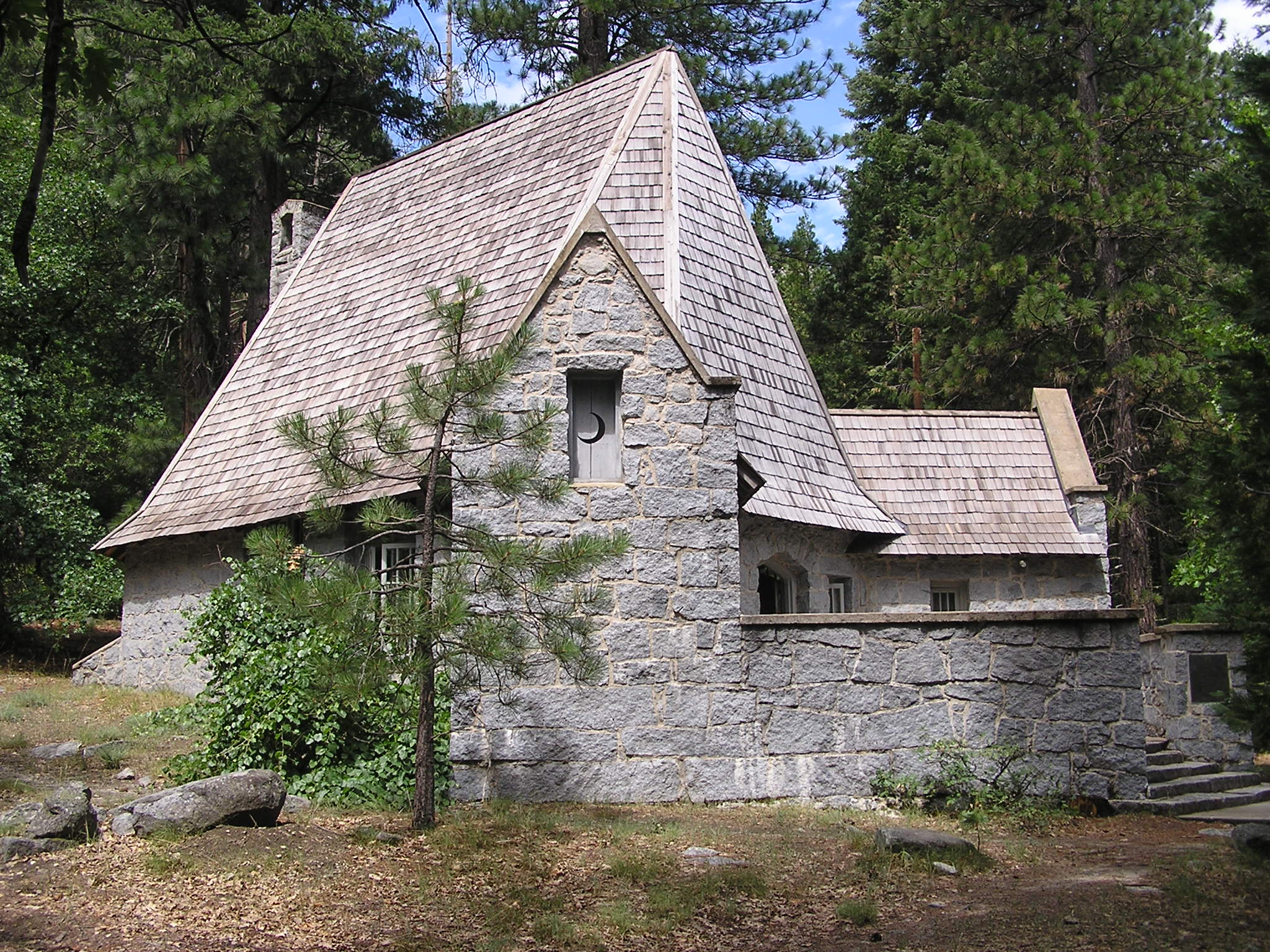
LeConte Memorial Lodge.

1903 errichtete der Sierra Club die LeConte Memorial Lodge in Yosemite Valley. Die Lodge stellte das Hauptquartier des Clubs dar und beherbergte eine Bücherei und ein Informationszentrum. Verwitterter Granit war das Hauptbaumaterial des symmetrischen Gebäudes im Tudor-Revival-Stil. Deutlich sichtbar war der Einfluss des Architekten John White, der eine übertriebene Dachlinie ausführte. Alleine diese Dachlinie umfasste die Hälfte des Gebäudes. Außerdem gab es eine riesige Feuerstelle aus Granit und raue offenliegende Deckenbalken.

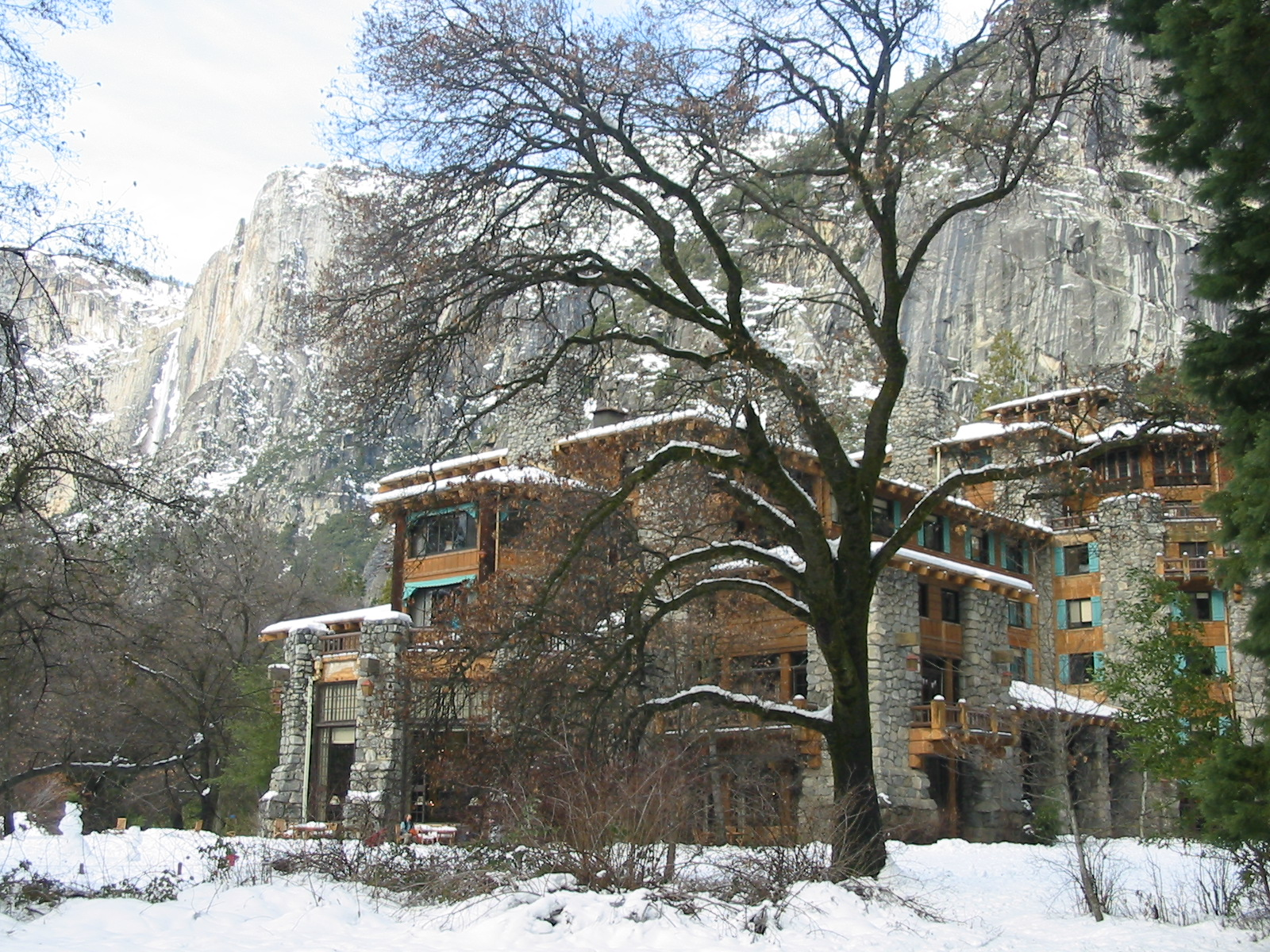
Das Ahwahnee Hotel im Dezember

Die Yosemite Valley Railroad hatte 1910 ein Lagerhaus bei El Portal in der Nähe der Parkgrenze errichtet, sowie ein weiteres Lager in Yosemite Valley. Obwohl die Bahnlinie nicht so bedeutend war wie diejenigen von Grand Canyon oder Yellowstone, waren ihre Gebäude wegweisend für die Park Architecture. Beide Gebäude wurden in einem „Stick Style“ errichtet, der an die Adirondack Architecture aus dem 19. Jahrhundert erinnerte. Die Holzrahmengebäude wurden mit Wandschirmen aus dekorativen Ästen verkleidet. Die Verstrebungen bestanden aus Stämmen mit vorstehenden Astnarben. Das Yosemite Valley Stage Depot, das auch als Telegrafenstation diente, hatte ein spitzgiebeliges Dach, welches die Hälfte der Gebäudehöhe einnahm, sowie rautenförmige Fenster. Diese Art der „rustic“ architecture entstand nach 1900 und war Vorbild für eine ganze Reihe von Gebäuden im nahegelegenen Camp Curry.

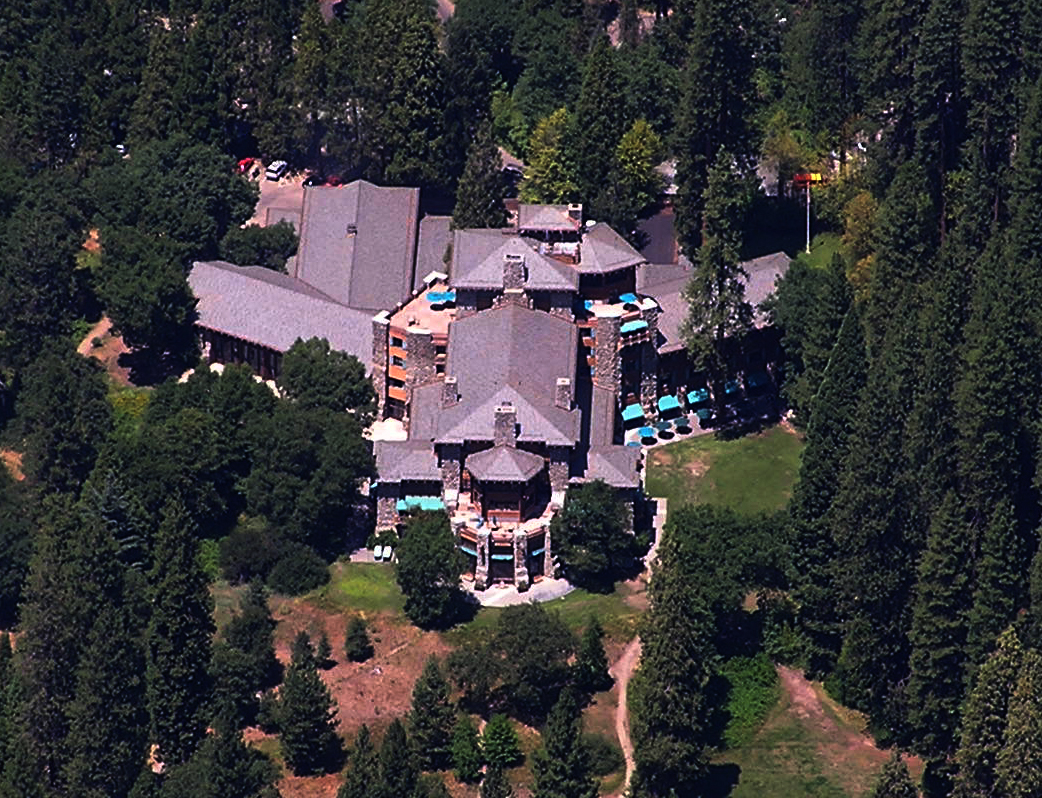
Ahwahnee Hotel

Glacier Point erhielt 1917 ein neues Hotel. Das Gebäude wurde von der Desmond Park Company errichtet und hatte mit seinen zwei- und dreistöckigen, Schindel-gedeckten Gebäudeteilen starke Anklänge an Schweizer Chalets. Die stark geneigten Dächer, die große Zahl von Dachgauben und verwinkelten Balkonen trugen zu diesem Eindruck bei. Die Lage mit Blick auf das Yosemite High Country war so gewählt, dass Glacier Point nicht erdrückend wirkte.
Parsons Memorial Lodge wurde 1915 vom Sierra Club in Tuolumne Meadows errichtet. Die Lodge war ein breites Gebäude mit niedrigem Profil, deren Wände scheinbar aus granitenen Trockensteinmauern bestanden. Tatsächlich hatte der Architekt jedoch mit einer neuen Konstruktionstechnik experimentiert, bei der die Trockensteinmauern einen Betonkern enthielten. Diese Idee, die neue Bautechniken nutzte, um die Bauten der Pionierzeit nachzuahmen, hatte ihre Blütezeit in den 1920ern, was man an Gebäuden wie dem Ahwahnee Hotel in Yosemite sehen kann. Ein zeitgenössischer Architekt kommentierte: „Das Gebäude scheint natürlich aus dem Erdboden zu wachsen und genau dorthin zu gehören, genauso wie die benachbarten Bäume und Felsen.“

## Yellowstone

Old Faithful Inn (Größere Version).

Im Yellowstone-Nationalpark errichtete 1903 die Northern Pacific Railroad das Old Faithful Inn. Dieses sechs-geschossige Hotel stand in der Tradition der Schweizer Chalets und Norweger Villas, nutzte jedoch besonders augenfällige Elemente der Western Frontier Manner. Die äußere Rahmenstruktur aus Stämmen war mit Schindeln verkleidet und das Gebäude wurde stark durch Rundholzelemente gegliedert. Zwei Reihen von Dachgauben waren an dem enormen Hauptdach angesetzt, welches das dominante architektonische Element darstellte. Die Kombination von Logwork (Blockhausbauweise), Schindeln und Form bildete ein Meisterwerk. Das Gasthaus war von Robert Reamer entworfen worden und man sagt, er habe den Plan gemacht, als er „zitternd aus einem monumentalen Besäufnis kam.“
Eine Reihe von vier „Trailside Museums“ wurde von Herbert Maier in den späten 1920ern entworfen. Die Gebäude befanden sich bei Madison, Norris Geyser Basin, Fishing Bridge und am Old Faithful. Maier plante viele Gebäude in den Nationalparks während seiner Zeit als Park Service Architect und wurde später ein einflussreicher Administrator im Park Service Regional Office.

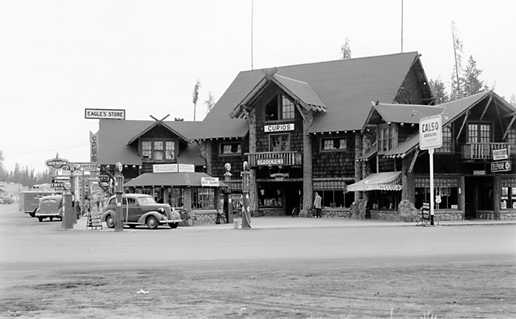
Eagle's Store, 24. August 1939.

1927 entwarf Fred F. Willson aus Bozeman ein neues Gebäude für Eagle’s Store an Stelle des ursprünglichen Gebäudes in West Yellowstone, das 1908 errichtet worden war. Willson legte Wert darauf, den National Park Service Rustic Style bekannt zu machen. Der Entwurf war ähnlich wie beim Old Faithful Inn. Willson setzte Tannenstämme von 18 ft (5,5 m) bis 36 ft (11 m) Länge in ein Fundament aus Rhyolith und Zement. Die Strebepfeiler wurden aus Basalt hergestellt.

## Mount Rainier

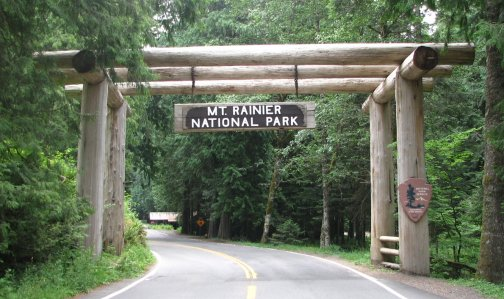
Mount Rainiers Nisqually Gate

Mount Rainier National Park ist der fünfte National Park und war der erste, der nach einem Masterplan errichtet wurde. Aus diesem Grund finden sich im Nationalpark einige hervorragende Beispiele für den National Park Rustic Style. Die Gebäude in vier historischen Distrikten – Nisqually, Longmire, Paradise und Sunrise – sowie die Patrol Cabins und Brücken machen den Park geradezu zu einem Lehrstück für den Rustic Stile.
Am Nisqually-Eingang markieren massive Torbauten den Parkeingang, die der Secretary of the Interior, Richard Ballinger, bei einem Besuch 1910 in Auftrag gegeben hatte. Die Pergola wurde rechtzeitig zum Besuch von Präsident William Howard Taft im Herbst 1911 fertig. Das National Park Inn bei Longmire wurde als unauffälliges Gebäude in einer schönen Umgebung am Eingang zum Wonderland Trail entworfen. Bibliothek, Museum und Besucherzentrum sowie Gemeinschaftsgebäude sind ganz dem Rustic Style verpflichtet. Das Verwaltungsgebäude wurde 1928 errichtet und gilt als Beispiel einer erfolgreichen Kombination von Prairie Style und Rustic Style.
Am bekanntesten im National Park ist der Paradise Historical District. Das Paradise Inn, errichtet 1916–17 von der Rainier National Park Company ist das „Kronjuwel“ des Nationalparks. Nach dem Vorbild des Old Faithful Inn wurde das 2½-geschossige Hotel entworfen, um den schweren Cascade Winters zu widerstehen. Das Baumaterial bestand aus dem Holz, das in einem schweren Waldbrand übrig geblieben war. Durch jahrelange Verwitterung erhielt das Holz ein feinsilbriges Aussehen.
Darüber hinaus wurden eine Ranger Station, eine Comfort Station, ein Guide House und das neue Henry M. Jackson Visitor Center im Rustic Style errichtet.

## Grand Canyon
In Arizona baute die Atchison, Topeka and Santa Fe Railway 1901 eine Bahnstrecke ausgehend von der Hauptstrecke Chicago-Los Angeles zum Südrand des Grand Canyon, noch bevor dieser zum Grand Canyon National Monument ausgerufen wurde. In Zusammenarbeit mit der Fred Harvey Company errichtete die Eisenbahngesellschaft 1904 ein Luxushotel, El Tovar. Dazu verpflichtete die Bahngesellschaft den Architekten Charles Whittlesley aus Topeka, Kansas. Das Hotel hatte mehr als hundert Zimmer und eröffnete im Januar 1905. An und für sich war es im Stil des Eklektizismus gebaut, der zu der Zeit Mode war, daher verband es laut den Angaben von Fred Harvey Elemente von Schweizer Chalets und Norweger-Villas mit einer exotischen Mischung von Interieur-Motiven wie einem 15. Jh.-Speisesaal und einer Reihe von „Art Rooms“ mit Gemälden von Thomas Moran, Teppichen der Navajo und anderen Indianer-Artefakten. Das Hotel hatte einen Anstrich in einem Sattbraun bzw. einer wettergegärbten Farbe, das perfekt in die Umgebung passte.

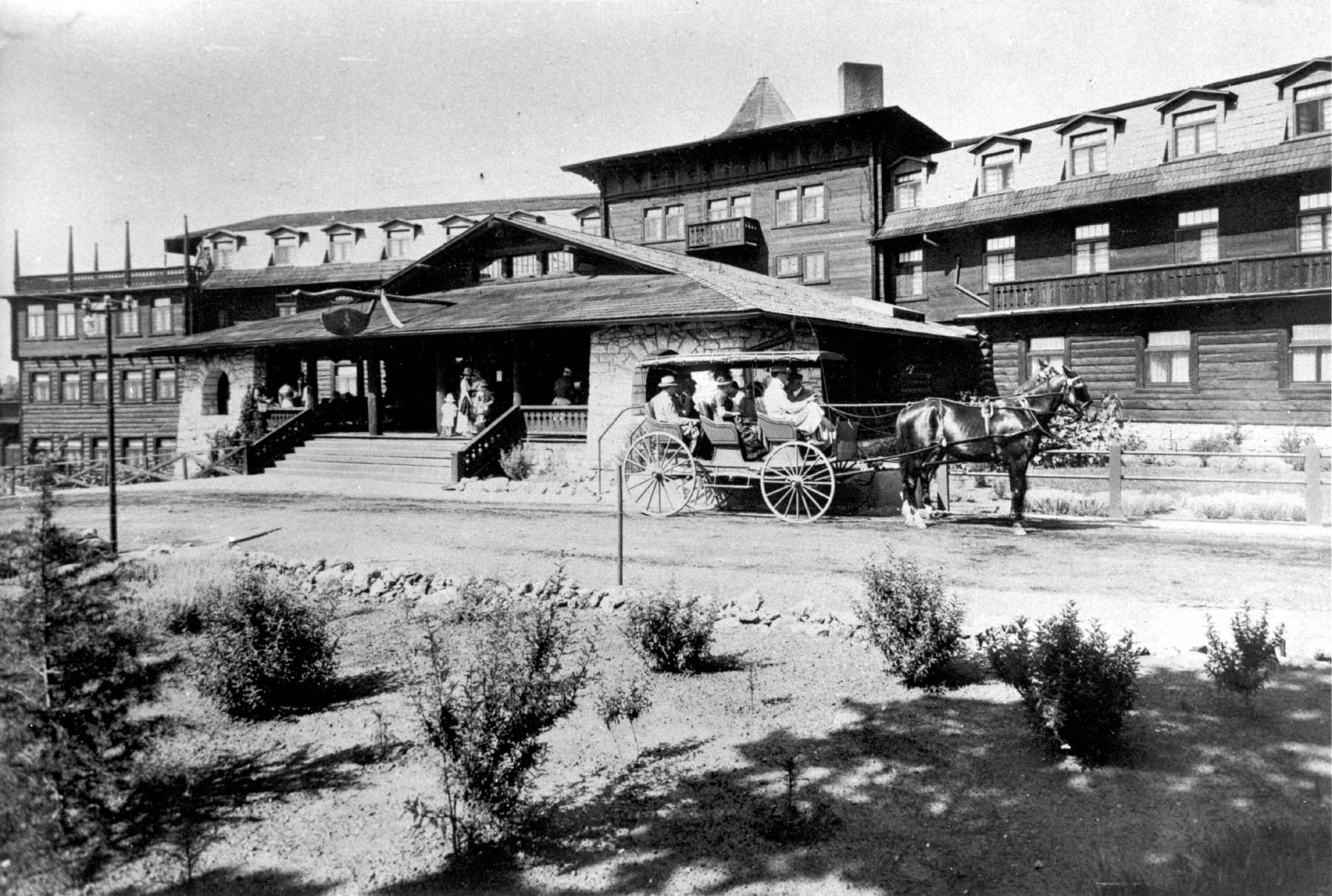
El Tovar Hotel um 1910.

Das Hopi-House, das direkt an das El Tovar angrenzte, wurde 1905 von Fred Harvey und der Bahngesellschaft gebaut. Das Gebäude diente als Souvenirladen, wo Native Americans ihre Waren verkaufen durften. Auf diese Weise wurde es zu einem Handelsplatz sowohl für jene Hopi-Indianer, die in einem Teil des Gebäudes lebten, als auch für die Navajo, die traditionelle Hogans in der Nähe bewohnten. Das Hopi-House war eine Kopie des Hopi-Pueblos von Oraibi, Arizona. Es wurde von Mary Colter entworfen, einer Architektin der Fred Harvey Company. Das Hopi House hatte dauerhaften Einfluss auf die Park Architecture, sowie insgesamt die zeitgenössische Southwestern Architecture, auch wenn spätere Adaptionen weniger Wert auf Authentizität legten. Die Wahl der Stilmittel diente allerdings auch in diesem Fall zunächst den kommerziellen Zwecken, Interesse für die Verkaufsartikel der Indianer zu wecken. In dieser Beziehung war das Hopi-House sehr erfolgreich. Es wurde zum Symbol einer Verknüpfung von Kommerz und Romantizismus, die typisch für die Architektur von Fred Harvey war.
Um 1914 begann die Fred Harvey Company eine Erweiterung ihrer Immobilien am Grand Canyon. Dazu gehörte als eine der ersten das Lookout Studio von Mary Colter. Das Gebäude wurde aus lokalem Gestein errichtet und die unebene Brüstung des Gebäudes an der Hangkante passte sich in Form und Farbe den umgebenden Klippen an.

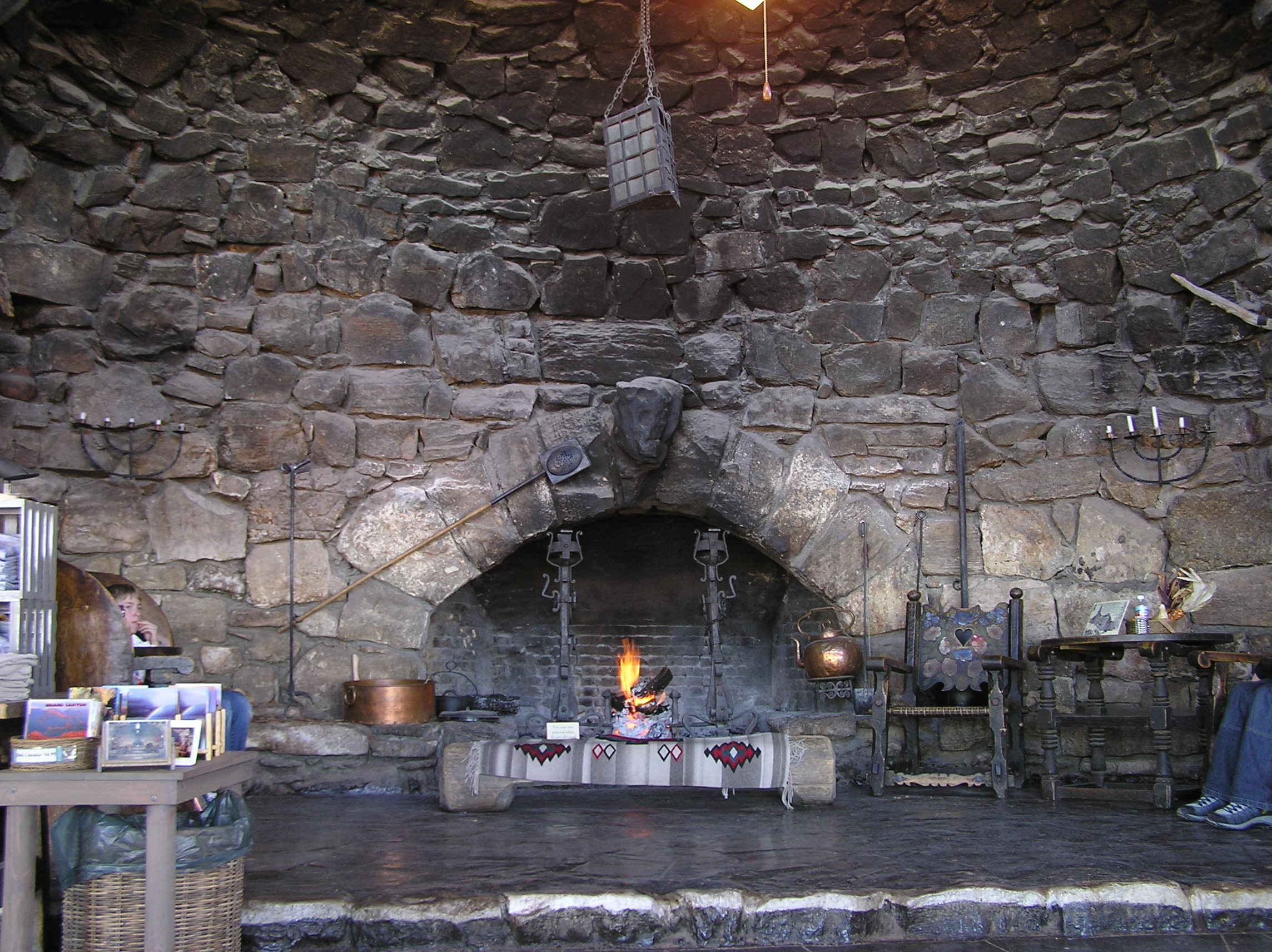
Kamin in Hermit's Rest

Hermit’s Rest ist ein weiteres Fantasie-Gebäude, das von Colter entworfen wurde. Es entstand 1914 am Eingang zum Hermit Trail, wo es als Kiosk für Erfrischungen und Souvenirs diente. Das Gebäude war aus lokalen Steinen und massiven Stämmen erbaut worden und durch Bepflanzung sorgfältig eingerahmt. Sein eindrucksvollstes Ausstattungsstück war eine riesige offene Feuerstelle.
Die Gebäude am vergleichsweise abgelegenen Nordrand des Grand Canyon wurden von der Utah Parks Company, einem Tochterunternehmen der Union Pacific Railroad gebaut und betrieben. Die Bewirtschaftung konzentrierte sich auf die Grand Canyon Lodge, die 1927–1928 errichtet wurde. Sie wurde von Gilbert Stanley Underwood entworfen und zeichnete sich durch die Verwendung von lokalem Kalkstein, Holz und Stämmen aus. 120 rustikale Besucher-Cabins verteilten sich um das Hauptgebäude. Das ursprüngliche Gebäude brannte 1932 ab, wurde aber 1936–1937 nach Originalplänen wiedererrichtet. Das Ideal des Rustic Design, das dort verwirklicht wurde, gilt heute als das besterhaltene Design aus dieser Zeit.

## Glacier National Park
Glacier National Park wurde 1910 gegründet. Durch seine Lage direkt an der Bahnlinie der Great Northern Railway war er ein lohnendes Ziel. Die Bahngesellschaft begann sofort ein massives Entwicklungsprogramm in und um den Park mit zwei großen Hotels und neun kleineren „Chalet“-Anlagen. Grundstein des Projekts war das Glacier Park Hotel (Glacier Park Lodge), dass direkt an der Nationalparkgrenze an der Glacier Park Station (East Glacier) errichtet wurde. Das Hotel bot Platz für 400 Gäste. Der riesige Blockhaus-Komplex hatte vier Stockwerke und war 628 ft (191 m) lang. Es gab Musik- und Schreibzimmer, eine Sonnenterrasse und eine Krankenstation. Getragen wurde die Konstruktion von ungeschälten Stämmen mit bis zu 4 ft (1,2 m) im Durchmesser. Die Stämme dienten als optisches Zitat der Umgebung und die so genannte „Forest Lobby“ verfügte sogar über ein offenes Lagerfeuer in der Lobby. Zum Hotelgelände mit 160 acre (0,6 km²) gehörte auch ein Lager der Blackfoot-Indianer.
Das zweite große Bauprojekt war das Many Glacier Hotel, ein großes und weitläufiges Swiss Chalet–Stil-Gebäude am Ufer des Swiftcurrent Lake im Nordosten des Parks. Ein drittes Hotel im Rustic Style war das heutige Lake McDonald Lodge, welches 1913 Privat erbaut wurde und 1930 der Konzession zugefügt wurde.
Die Chalet-Camps, die über den Park verteilt erbaut wurden, waren Blockhäuser oder Steinhütten „on the Swiss style of architecture“. Die meisten waren Blockhütten-Dörfer, Sperry Chalet, Granite Park Chalet und einige andere Steinhäuser. Jede der Hütten hatte eine große steinerne Feuerstelle. Sie waren so verteilt, dass man sie auf bequemen Wanderungen an den schönsten Plätzen des Parks finden konnte.

## Crater Lake

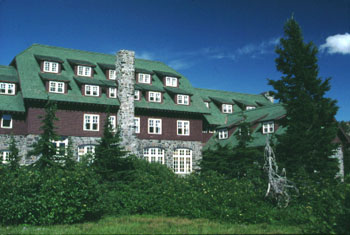
Crater Lake Lodge

Der Bau der Crater Lake Lodge in Oregon begann 1914. Später kamen noch viele Ergänzungsbauten hinzu. Das Hotel stand direkt am Kraterrand, etwa 1000 ft (300 m) oberhalb des Sees. Im ursprünglichen Plan war das Gebäude ziemlich symmetrisch. Das untere Geschoss war aus Stein aufgeführt und verfügte über schöne Bogenfenster. Die Obergeschosse waren mit Schindeln gedeckt. Das Dach, das durch Dachgauben stark gegliedert war, hatte an den Enden gestutzte Giebel. Obwohl der Versuch gemacht wurde, durch lokale Materialien das Hotel ursprünglich erscheinen zu lassen, blieb es aufgrund seiner Lage prominent sichtbar.
Weitere Gebäude im Rustic Style finden sich in: Munson Valley Historic District; Rim Village Historic District; Rim Drive Historic District; Crater Lake Superintendent’s Residence; Sinnott Memorial Building No. 67; Comfort Station No. 68; Comfort Station No. 72;

## Weitere Beispiele
Andere Nationalparks
- Bryce Canyon Lodge im Bryce Canyon National Park.
- Gebäude des Civilian Conservation Corps im Bandelier CCC Historic District, Bandelier National Monument, Los Alamos, New Mexico.
- Oregon Caves Chateau im Oregon Caves Historic District am Oregon Caves National Monument.
- Painted Desert Inn im Petrified Forest National Park.
- Shadow Mountain Lookout im Rocky Mountain National Park.
- Zion Lodge im Zion National Park.

U.S. National Forests

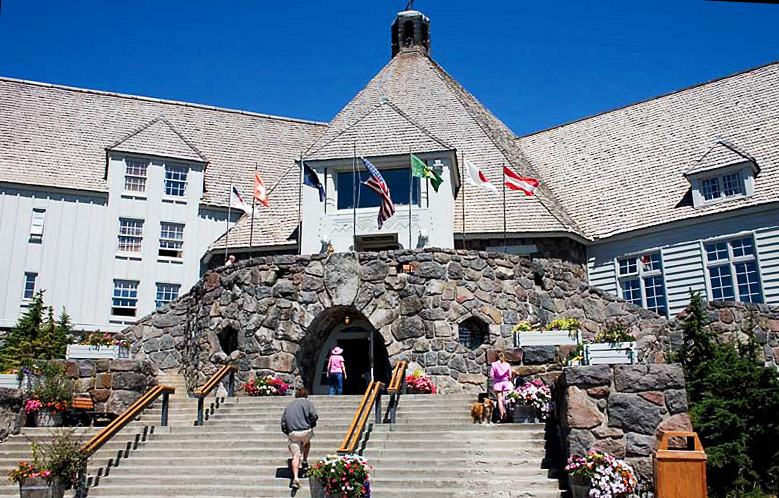
Timberline Lodge im Mount Hood National Forest

- Timberline Lodge im Mount Hood National Forest

U.S. State Parks
- Illinois, Starved Rock lodge
- Millersylvania State Park bei Olympia (Washington)
- Sylvan Lake lodge, und weitere Gebäude im Custer State Park, South Dakota
- Mount Magazine State Park lodge in Arkansas
- Silver Falls Lodge im Silver Falls State Park in Oregon
- CCC Shelter im Pokagon State Park in Indiana
- CCC campground im Upton State Forest, in Upton, Massachusetts
- Longhorn Cavern State Park in Burnet County, Texas
- Dolliver Memorial State Park bei Fort Dodge, Iowa
- Jay Cooke State Park bei Duluth, Minnesota
- Mount Tamalpais State Park bei Mill Valley, Kalifornien, vor allem die Wanderwege, ein Feuerwacht-Posten auf dem Gipfel, sowie das berühmte Mountain Theater/Sidney B. Cushing Memorial Amphitheater[12]

## Einflüsse in Kanada
In Kanada beeinflusste die „Rustic Architecture“ das Design verschiedener Nationalpark-Gebäude wie des Jasper Park Information Centre (1914) und des Riding Mountain Park East Gate Registration Complex (1933). Außerdem wurde der Stil bestimmend für das Château Montebello (1930) und viele private Gebäude, vor allem Ferienhäuser und Zweithäuser an Seen und in Wäldern („cottages“ in Ontario, „cabins“ in Westkanada etc.)